# Marcos de Quinto
Marcos de Quinto Romero (Madrid, 26 de agosto de 1958) es un empresario, ejecutivo especialista en marketing y expolítico español. Vicepresidente a nivel mundial de The Coca-Cola Company entre 2015 y 2017, fue diputado por Madrid de la XIII y XIV legislaturas del Congreso de los Diputados dentro del Grupo Parlamentario de Ciudadanos, hasta su renuncia en mayo de 2020.

## Biografía
Nacido el 26 de agosto de 1958 en Madrid, estudió en el Colegio Estilo de la capital española. Licenciado en Economía por la Universidad Complutense de Madrid (UCM) obtuvo un MBA en el Instituto de Empresa. Entró a trabajar en Coca-Cola en 1982, ejerciendo como presidente de Coca Cola Iberia durante 14 años y también como vicepresidente de la división europea. Posteriormente, ejerció de vicepresidente de The Coca-Cola Company entre 2015 y 2017, cuando anunció su salida de la multinacional, poniendo fin a una trayectoria de 35 años en la empresa. Entró entonces al consejo de administración de Telepizza, donde permaneció un año, hasta 2018.
El 17 de junio de 2013, el Juzgado de Primera Instancia 97 de Madrid condenó a Iniciativas Qvintvs SL —100 % propiedad de Marcos de Quinto— a abonar 205 600 € —después rebajados a 180 484 € por la Audiencia Provincial— por intentar saltarse un contrato de compra de un chalé firmado en 2006, a través de una sociedad interpuesta, en el municipio conquense de Arcas.
En marzo de 2019 se hizo público su fichaje por el partido Ciudadanos (Cs) para presentarse de número 2 de la lista por Madrid al Congreso de los Diputados encabezada por Albert Rivera de cara a las elecciones generales de abril de 2019.
Elegido diputado de la xiii legislatura, declaró en el Congreso un patrimonio personal de 47,7 millones de euros, lo que lo convertía en el diputado más acaudalado del hemiciclo. El 24 de junio se anunció su entrada en el Comité Ejecutivo de Ciudadanos, en sustitución de Toni Roldán. El 19 de mayo de 2020 anunció su salida de Ciudadanos por discrepancias con la estrategia del partido.
Es promotor, junto a Juan Carlos Girauta, de la asociación cultural Pie en Pared, un think tank contra la denominada 'izquierda woke' y el separatismo.Entró como accionista en la televisión por Internet de Javier Negre, EDATV.com, más conocida como "Estado de Alarma".